# Europa Galante

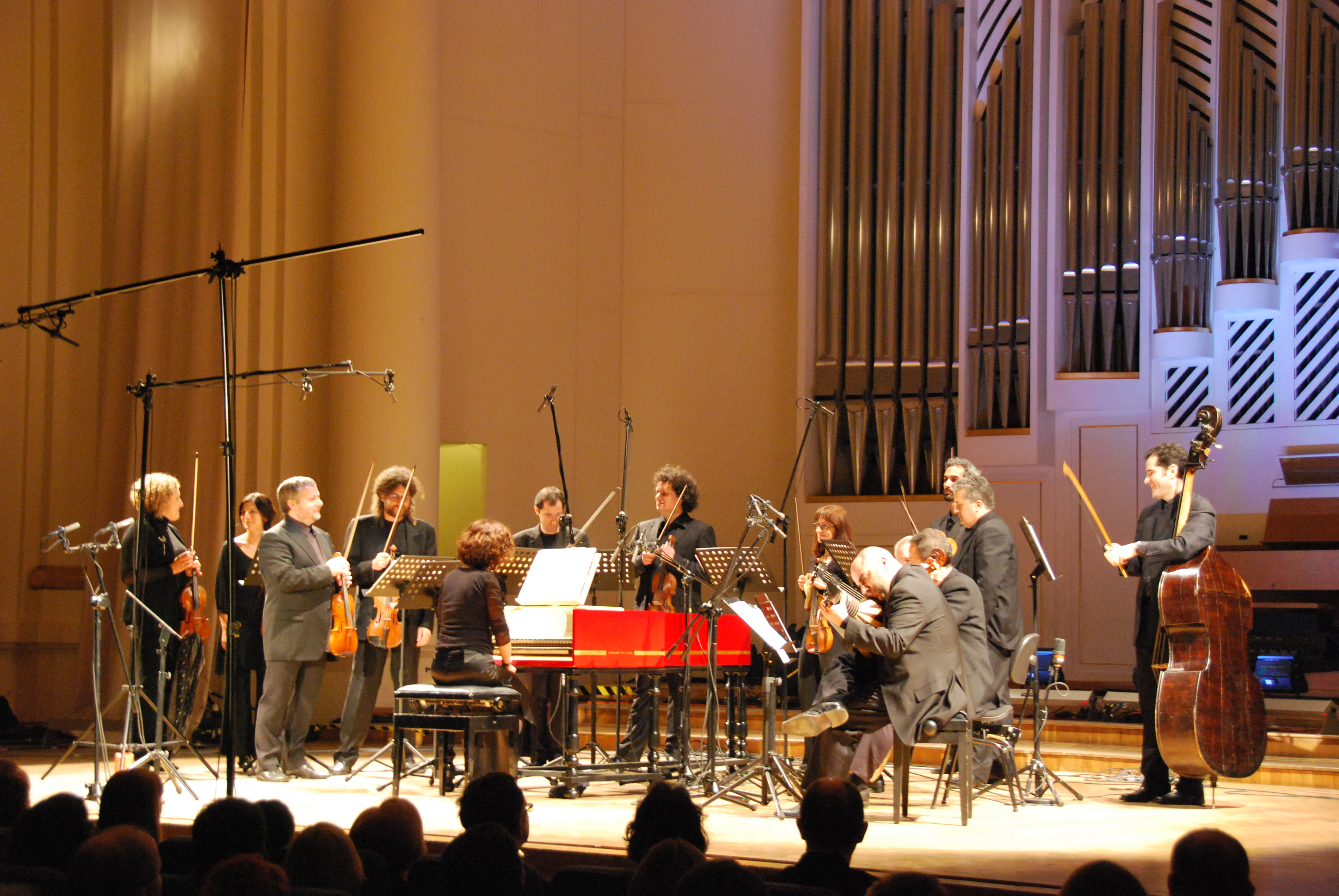
L'ensemble sur scène à Cracovie en 2010.

Ne doit pas être confondu avec L'Europe galante.
L'Europa Galante est un ensemble instrumental italien de musique baroque.
Créé en 1990 par le violoniste Fabio Biondi, l'orchestre joue sur des instruments anciens ou des copies d'instruments anciens, ce qui donne un timbre particulier à ses interprétations. Comme Fabio Biondi son chef, la formation est spécialisée dans la musique baroque italienne et notamment celle de Vivaldi.

## Composition de la formation
Formation des débuts, en 1991

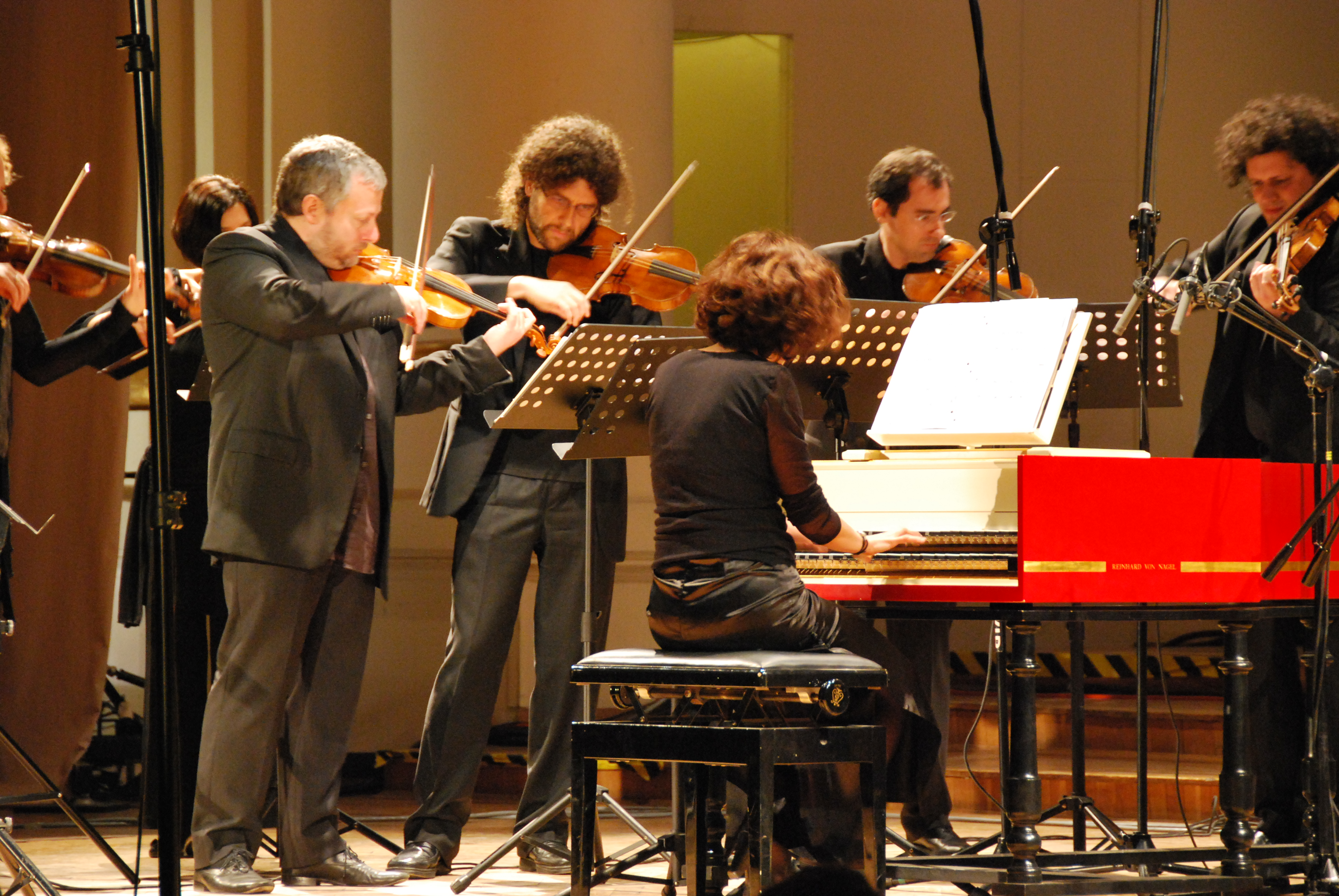
Fabio Biondi (premier violon à gauche) avec Europa Galante en 2010.

- Fabio Biondi, violon solo et direction
- Silvia Falavigna, violon
- Fabrizio Cipriani, violon
- Silvia Mondino, violon
- Silvia Cantatore, violon
- Luca Ronconi, violon
- Robert Brown, alto
- Ettore Belli, alto
- Maurizio Naddeo, violoncelle
- Antonio Fantinuoli, violoncelle
- Lorenz Duftshmid, contrebasse
- Rinaldo Alessandrini, clavecin
- Maurice Steger, flûte à bec solo

## Discographie
(sélective : hors compilations, coffrets et rééditions)
- 1991 : Le Quattro Stagioni, Les Quatre Saisons de Vivaldi, version de Manchester, diapason d'or, chez Opus 111
- 1992 : Cain overo il primo omicidio, oratorio d'Alessandro Scarlatti, avec Rinaldo Alessandrini, le Concerto Italiano, Gloria Banditelli et Cristina Miatello, chez Opus 111
- 1996 : Sonate di Dresda, de Vivaldi, avec Rinaldo Alessandrini, Maurizio Naddeo, chez Opus 111
- 1997 : L'Estro Armonico, de Vivaldi, Virgin
- 1998 : La Passione di Gesu Cristo Signor Nostro, d'Antonio Caldara, avec Patricia Petibon, Francesca Pedaci, Virgin
- 1998 : Cantatas & Arias, de Jean-Sébastien Bach, avec le ténor Ian Bostridge, Virgin
- 1999 : La Tempesta di mare, de Vivaldi, Virgin
- 2001 : Il Cimento dell' armonia e dell' inventione, soit une nouvelle version des Quatre Saisons et d'autres concertos de Vivaldi, Virgin
- 2002 : Concerti, concertos de Vivaldi, enregistrés en 1990, diapason d'or, chez Opus 111
- 2002 : Concerti & Sinfonie, Concertos et symphonie d'Alessandro Scarlatti, diapason d'or, Virgin
- 2002 : Stabat Mater, de Vivaldi, avec David Daniels, diapason d'or, Virgin
- 2002 classique : Concerti Per Mandolini/concerto Con Molti Strumenti, concertos pour mandoline et concerto pour plusieurs instruments, de Vivaldi, Virgin
- 2002 : Italian Violin Sonatas, sonates italiennes pour violon de Francesco Maria Veracini, Pietro Locatelli, Michele Mascitti, Francesco Geminiani et Giuseppe Tartini, Virgin
- 2003 : The Four Seasons, réédition écourtée de l'album de 2001, Virgin
- 2003 : Guitar Quintets, quintettes pour guitare de Boccherini, Virgin
- 2003 : Humanità e Lucifero, oratorio d'Alessandro Scarlatti, enregistré en 1993, avec Rossana Bertini, Gloria Banditelli, Silvia Piccollo, chez Naïve
- 2003 : Concerti grossi, opus 6, concertos d'Arcangelo Corelli, chez Naïve
- 2004 : Motets de Vivaldi, avec Patrizia Ciofi, Virgin
- 2004 : La Santissima Trinità, oratorio d'Alessandro Scarlatti avec Vivica Genaux, Virgin
- 2005 : Bajazet opéra de Vivaldi, avec Patrizia Ciofi, David Daniels et Vivica Genaux, diapason d'or, Virgin
- 2005 : Vivaldi: Concerti Per Molti Strumenti Vol. 2, concertos de Vivaldi, Virgin
- 2006 : Mozart: Violin Concertos 1-3, concertos de Mozart, Virgin
- 2006 : Stabat Mater, œuvre religieuse de Pergolesi, avec Dorothea Röschmann et David Daniels, chez Virgin
- 2007 : Improvisata - Sinfonie con Titoli, symphonies de Vivaldi, Sammartini, Boccherini, Carlo Monza et Giuseppe Demachi, chez Virgin
- 2007 : Vivaldi: Concerti per viola d'amore, concertos de Vivaldi, Virgin